# Tacumshin Lake SPA
Tacumshin Lake SPA este o arie protejată (arie de protecție specială avifaunistică — SPA) din Irlanda întinsă pe o suprafață de 476,17 ha, integral pe uscat.

## Localizare
Centrul sitului Tacumshin Lake SPA este situat la coordonatele 52°11′52″N 6°28′01″W / 52.197707°N 6.466973°V.

## Înființare
Situl Tacumshin Lake SPA a fost declarat arie de protecție specială avifaunistică în octombrie 1996 pentru a proteja 33 de specii de animale.

## Biodiversitate
Situată în ecoregiunea atlantică, aria protejată nu include niciun habitat protejat.
La baza desemnării sitului se află mai multe specii protejate de  păsări (33): lăcar-de-lac (Acrocephalus scirpaceus), rață sulițar (Anas acuta), rață lingurar (Anas clypeata), rață pitică (Anas crecca), rață fluierătoare (Anas penelope), rață mare (Anas platyrhynchos), rață cârâitoare (Anas querquedula), rață pestriță (Anas strepera), Anser albifrons flavirostris, rață-cu-cap-castaniu (Aythya ferina), rața moțată (Aythya fuligula), Branta bernicla, fugaci de țărm (Calidris alpina), fugaci roșcat (Calidris ferruginea), fugaci mic (Calidris minuta), erete de stuf (Circus aeruginosus), Cygnus columbianus bewickii, lebădă de iarnă (Cygnus cygnus), lișiță (Fulica atra), pescăruș negricios (Larus fuscus), pescăruș râzător (Larus ridibundus), sitar de mâl (Limosa limosa), culic mare (Numenius arquata), bătăuș (Philomachus pugnax), ploier auriu (Pluvialis apricaria), ploier argintiu (Pluvialis squatarola), călifar alb (Tadorna tadorna), fluierar negru (Tringa erythropus), fluierar de mlaștină (Tringa glareola), fluierar cu picioare verzi (Tringa nebularia), fluierarul de zăvoi (Tringa ochropus), fluierarul cu picioare roșii (Tringa totanus), nagâț (Vanellus vanellus).
Pe lângă speciile protejate, pe teritoriul sitului au mai fost identificate 4 specii de plante, 2 specii de păsări.